# Найджъл Шорт
Найджъл Дейвид Шорт (на английски: Nigel David Short) е британски шахматист (гросмайстор) и треньор по шахмат.
През 1993 г. играе мач за световната титла по класически шах на Професионалната шахматна асоциация срещу Гари Каспаров, който губи.
Върховият му коефициент ЕЛО е 2712 точки от април 2004 г.
ЕЛО коефициентът му към 24 септември 2008 г. е 2655 т.
В допълнение към професионалната си кариера като шахматист Шорт също пише за шахмат и работи като треньор по шахмат
.

## Ранна кариера
Участва в 4 световни първенства за младежи от 1980 г. до 1983 г. През 1980 г. заема 2-рото място след Гари Каспаров. През 1977 г. става най-младия шахматист, участвал в първенството по шахмат на Великобритания.
През 1984 г. получава гросмайсторска титла.

## Претендентки мач
През 1993 г. Шорт участва в турнира на претендентите, за излъчване на противник на тогавашния световен шампион Гари Каспаров. Шорт побеждава Спелман, Гелфанд, Карпов и Тиман и получава правото да играе с Каспаров за световната титла.
Каспаров и Шорт са недоволни от организацията на мача поради липсата на град-домакин, отсъствието на добър диалог между ФИДЕ и играчите и комисионната от 20% от наградния фонд, която ФИДЕ иска да получи. Поради тези причини двамата решават да изиграят мача извън юрисдикцията на ФИДЕ. За целта организират Професионалната шахматна асоциация, под чиято егида се организира мача за световната титла. ФИДЕ реагира, като взима титлата от Каспаров и обявява мач за титлата на ФИДЕ между Тиман и Карпов.
Мачът между Каспаров и Шорт се играе в Лондон, като е наблюдаван от 1 милион зрители в предаване на живо по телевизията. Състои се от 20 партии. Каспаров печели с 12,5:7,5 т. с 6 победи. Шорт успява да спечели партия, правят 13 ремита.

## Шахматни успехи
Тук са споменати само част от успехите на Найджъл Шорт.
- Първенство на Великобритания – победител през 1984, 1987 и 1988 г.
- Първенство на Англия – победител през 1991 г.
- Турнир в Амстердам 1991: Разделя 1-во място с Валери Салов, пред Каспаров и Карпов.
- Турнир в Будапеща 2003: 1-во място
- Турнир в Тайюан 2004: 1-во място
- Първенство на Общността на нациите – победител през 2004 г.

## Скандали
През януари 2007 г. Найджъл Шорт казва в интервю пред индийски вестник, че е възможно Веселин Топалов да е играл нечестно на световното първенство през 2005 г. в Сан Луис. Също така критикува вицепрезидента на ФИДЕ Зураб Азмайпарашвили. Комисията по етика към ФИДЕ го наказва за използването на думата dunderhead (тъпанар, глупак), но сваля останалите обвинения.
През 2008 г. по време на турнира във Вайк ан Зее българинът Иван Чепаринов отказва да се ръкува с Шорт преди партията поради интервюто от предишната година. На Шорт е дадена служебна победа, която по-късно е отменена и партията се играе, като Шорт я печели.